# 中居清
中居 清（なかい きよし、1925年4月6日 - 2017年1月8日）は日本の杜氏、画家、陶芸家。岩手県出身の南部杜氏である。

## 略歴
1925年（大正14年）4月6日、岩手県更木村（現在の北上市更木）の農家に生まれた。

### 弟子時代
1942年（昭和17年）11月5日、17歳のときから宮城県米谷町（現在の登米市）の酒蔵、佐藤酒造店で働き始めた。1943年（昭和18年）3月20日から徴用されて横浜の高射砲を製作する工場で働き、1944年（昭和19年）4月に徴兵検査を受けて甲種合格。終戦後は岩手に戻った後、宮城県石巻市の平孝酒造で平野佐五郎のもと働いた。1948年（昭和23年）から岩手県の喜久盛酒造で働いた後、1954年（昭和29年）11月から宮城県塩竈市の浦霞に移っていた平野佐五郎に再び入門した。

### 杜氏として
1956年（昭和31年）11月より福井県勝山市の佐々木酒造店にて杜氏となる。1960年（昭和35年）からは千葉県君津市の原本家へ、1967年（昭和42年）からは青森県弘前市の高島屋酒造へと移った。

### 満歳楽の発展
1972年（昭和47年）から石川県鶴来町（現在は白山市）の小堀酒造店に移り、萬歳楽を手掛けた。
2001年（平成13年）に「卓越した技能者の表彰」（通称「現代の名工」）を受賞。
2003年(平成15年)南部杜氏を引退した。

### 老後・引退後の活動
老後は趣味でもある陶芸教室の講師をしていた。
2017年(平成29年)1月8日午後1時30分、老衰の為、91歳で死去した

## 受賞
2001年現代の名工